# ТЕС Акахутла
13°34′55″ пн. ш. 89°49′50″ зх. д. / 13.58194° пн. ш. 89.83056° зх. д.
ТЕС Акахутла – теплова електростанція у Сальвадорі, споруджена компанією Energia Del Pacifico.
Наприкінці 2010-х років виник проект генерації електроенергії у Сальвадорі з використанням природного газу, що дозволило б покрити існуючий дефіцит та зменшити споживання більш витратних нафтопродуктів. Доставку блакитного палива організували через створений в порту Акахутла термінал для імпорту ЗПГ і там же розмітили теплову електростанцію потужністю 378 МВт, що почала роботу в травні 2022 року.
На майданчику ТЕС розмістили 19 генераторних установок на основі двигунів внутрішнього згоряння типу Wartsila 18V50SG одиничною потужністю 18,3 МВт. Відпрацьовані ними гарячі гази надходять у відповідну кількість котлів-утилізаторів, які живлять одну парову турбіну з показником 28 МВт. Паливна ефективність цієї комбінованої схеми досягає 49,4%.
Для видачі продукції спорудили ЛЕП довжиною 44 км, яка розрахована на роботу під напругою 230 кВ.
За проектними розрахунками ТЕС Акахутла мала збільшити генерацію електроенергії у Сальвадорі на 23%.